# Tuffi ai campionati europei di nuoto 2014 - Piattaforma 10 metri sincro maschile
La competizione di tuffi dalla piattaforma 10 metri sincro maschile dei campionati europei di nuoto 2014 si è svolta in due fasi. Il turno preliminare, a cui hanno partecipato 5 coppie di atleti, si è svolto la mattina del 20 agosto. La finale si è tenuta nel pomeriggio dello stesso giorno.

## Medaglie
| Posizione | Atleta                         | Paese       |
| --------- | ------------------------------ | ----------- |
| Oro       | Patrick Hausding Sascha Klein  | Germania    |
| Argento   | Vadzim Kaptur Jaŭhen Karalëŭ   | Bielorussia |
| Bronzo    | Oleksandr Bondar Maksym Dolhov | Ucraina     |

## Risultati
| Pos. | Atlete                              | Nazionalità   | Eliminatorie | Eliminatorie | Finale | Finale |
| Pos. | Atlete                              | Nazionalità   | Punti        | Pos.         | Punti  | Pos.   |
| ---- | ----------------------------------- | ------------- | ------------ | ------------ | ------ | ------ |
|      | Patrick Hausding Sascha Klein       | Germania      | 420.48       | 1            | 461.46 | 1      |
|      | Vadzim Kaptur Jaŭhen Karalëŭ        | Bielorussia   | 384.66       | 3            | 421.80 | 2      |
|      | Oleksandr Bondar Maksym Dolhov      | Ucraina       | 366.84       | 4            | 415.17 | 3      |
| 4    | Tom Daley James Denny               | Gran Bretagna | 415.05       | 2            | 403.74 | 4      |
| 5    | Francesco Dell'Uomo Maicol Verzotto | Italia        | 352.38       | 5            | 386.76 | 5      |